# Vilim, grof Sullyja
Vilim (engl. William) ime je jednog od grofova Sullyja, koji je također bio grof Bloisa i Chartresa. Njegovi roditelji su bili Stjepan, grof Bloisa i kraljevna Adela Normanska, po čijem je ocu Vilim nazvan. Vilimov mlađi brat bio je kralj Stjepan.
Premda je kralj Henrik I. u trenutku smrti imao gomilu vanbračnih sinova, niti jedan od njih nije smio stupiti na vlast. Henrik je imao kćer Matildu, ali nije bilo jasno smije li žena naslijediti vlast, pa je Vilim, kojem je Henrik bio ujak, mogao zavladati. Iz nekog razloga, umjesto njega je odabran njegov brat Stjepan, a među povjesničarima se uvriježilo mišljenje da je Vilim bio duševno bolestan i stoga nesposoban da vlada. Zato je zvan i Vilim Jednostavni.
Vilim je jednom prilikom pokušao ubiti biskupa Chartresa, što je možda pridonijelo vjerovanju da je bio mentalno neuravnotežen.
Vilim se oženio Agnezom Sullyjskom. Vilim i Agneza su bili roditelji Eudesa, Raula, Henrika, Margarete i Elizabete. Eudes je oženio Matildu od Baugencyja, s kojom je bio otac Gillesa, Henrika, Eudesa i Adeline (te možda Matilde i Agneze).
Redovnik Orderic Vitalis zapisao je da je Vilim bio "dobar i miroljubiv čovjek blagoslovljen djecom i bogatstvom" te ga je smjestio kao najstarijeg na popisu djece Adele i Stjepana.